# Capucin à ventre roux
Lonchura kelaarti
Espèce
Statut de conservation UICN

 LC  : Préoccupation mineure
Le Capucin à ventre roux (Lonchura kelaarti) est une espèce de passereaux appartenant à la famille des Estrildidae.

## Répartition
On le trouve en Inde et au Sri Lanka.